# Odontoceridae
De Odontoceridae zijn een familie van schietmotten.

## Onderfamilies
- Odontocerinae
- Pseudogoerinae